# Sekspartsforhandlingerne
Sekspartsforhandlingerne er en diplomatisk indsats for at løse sikkerhedsproblemer som følge af Nordkoreas nukleare og missilprogram. Forhandlingerne blev gennemført mellem de seks parter: Kina, Sydkorea, Nordkorea, USA, Rusland og Japan.
Forhandlingerne skete efter Nordkorea trak sig ud af ikke-spredningstraktaten i 2003.
| Politik | Spire Denne artikel om politik og ideologi er en spire som bør udbygges. Du er velkommen til at hjælpe Wikipedia ved at udvide den. |